# Brexpiprazol

Strukturformel för Brexpiprazol.

Brexpiprazol är aktiv substans i ett neuroleptiskt läkemedel. Handelsnamn i Sverige är Rxulti och i USA Rexulti. Läkemedlet används för behandling av depression men även schizofreni.
Brexpiprazol utvecklades genom ett samarbete mellan Otsuka och Lundbeck och anses vara en efterföljare till aripiprazol (Abilify), Otsukas mest sålda atypiska antipsykotika.

## Historia
Brexpiprazol syntetiserades år 2007. Utvecklingen baserades bland annat på strukturella modifieringar av aripiprazol. Brexpiprazol är en strukturell analog av aripiprazol. Brexpiprazol kallades OPC-34712. Brexpiprazol var gjord 19 år efter det att aripiprazol först kom till, år 1988. Brexpiprazol var även senare än Lurasidon, med 4 års tid. Brexpiprazol godkändes av amerikanska FDA den 13 juli 2015 och i Sverige (och Europa) den 26/7 2018.
Brexpiprazol har blivit fördröjt på grund av prisförhandlingar och ekonomisk utvärdering. Kan ta ett år. Det är TLV (Tandvårds- och läkemedelsförmånsverket), som gör detta.

## Verkningsmekanism
Brexpiprazol är en Risperdal-utveckling. Från 2000-talet.

## Biverkningar
Biverkningar är övre luftvägsinfektion (6.9%), nasofaryngit (5%), Akatisi
(6.6%) och viktökning (6.3%).
Även biverkningar som räknas som vanliga: hudutslag, yrsel, skakningar, diarré, illamående, smärta i övre delen av buken och ryggsmärtor.
Brexpiprazol har en lägre förekomst av akatisi än aripiprazol.

### Viktökning
I en studie på 6 veckor om användning av brexpiprazol vid schizofreni deltog 674 personer. 12% av personerna fick en viktökning på minst 7%. I en annan studie vid längre tids användning av brexpiprazol hade 30% av användarna viktökning på minst 7%.

## Farmakokinetik
Brexpiprazol har en halveringstid på 91 timmar (nästan 4 dygn).